# Ladi Ladebo
Raymond Oladipupo Ladebo, también conocido simplemente por su nombre artístico Ladi Ladebo (7 de mayo de 1942-16 de abril de 2021) fue un cineasta nigeriano. Fue uno de los pioneros de la Edad de Oro del cine nigeriano de antaño, especialmente durante el optimismo de la era del celuloide de la década de 1970. Trabajó como analista de medios y contador antes de ingresar a la industria cinematográfica.

## Carrera profesional
Después de completar su educación secundaria en Nigeria, viajó a los Estados Unidos para continuar su educación superior, donde obtuvo títulos de mercadeo y negocios. Asistió a la Universidad Estatal de Bowling Green en Ohio y obtuvo su licenciatura en Administración de Empresas en 1968. En agosto de 1969, recibió su título de MBA en Mercadotecnia de la Escuela de Negocios para Graduados de la Universidad de Nueva York.
Fue el productor y guionista de la película estadounidense Countdown at Kusini de 1976, dirigida por Ossie Davis, considerada como la primera película realizada por afroamericanos. Fue la primera colaboración entre Davis y Ladebo en películas. También dirigió algunas películas, incluidas Bisi, Daughter of the River (1977) y Silent Sufferer, una colaboración con UNESCO y UNPFA. Desde 1977, comenzó a realizar películas de promoción colaborando a menudo con organizaciones patrocinadoras.
Vendor, estrenada en 1992, obtuvo cuatro premios, incluidos Mejor Director y Mejor Película durante la edición inaugural del Festival de Cine de Nigeria. Su última película como director, Heritage, se estrenó en 2003 y en Reino Unido en 2004 en el Teatro Khalili de la Escuela de Estudios Orientales y Africanos.
Produjo programas de televisión como Thrift Collector, una de las tres producciones seleccionadas por el Museo de Etnología de Róterdam como las mejores telenovelas sobre población y desarrollo.

## Muerte
Murió el 16 de abril de 2021 a la edad de 78 años en Londres.